# Cho Yong-chul
Cho Yong-chul (kor. 조용철; ur. 7 maja 1961 w Cheonan) – południowokoreański judoka. Brązowy medalista olimpijski z Los Angeles 1984 i Seulu 1988, w wadze ciężkiej.
Mistrz świata w 1985; piąty w 1981. Triumfator igrzysk azjatyckich w 1986. Drugi na akademickich MŚ w 1984 i trzeci w 1982 roku.

## Letnie Igrzyska Olimpijskie 1984
| Konkurencja | Rundy eliminacyjne   | Rundy eliminacyjne    | Rundy eliminacyjne      | Rundy eliminacyjne     | Klas. końcowa |
| Konkurencja | Przeciwnik I         | Przeciwnik II         | Przeciwnik III          | Przeciwnik IV          | Miejsce       |
| ----------- | -------------------- | --------------------- | ----------------------- | ---------------------- | ------------- |
| +95 kg      | Elvis Gordon (GBR) Z | Angelo Parisi (FRA) P | Sherif El-Digwy (EGY) Z | Douglas Nelson (USA) Z | 3.            |

## Letnie Igrzyska Olimpijskie 1988
| Konkurencja | Rundy eliminacyjne                | Rundy eliminacyjne         | Rundy eliminacyjne    | Rundy eliminacyjne    | Rundy eliminacyjne        | Klas. końcowa |
| Konkurencja | Przeciwnik I                      | Przeciwnik II              | Przeciwnik III        | Przeciwnik IV         | Przeciwnik V              | Miejsce       |
| ----------- | --------------------------------- | -------------------------- | --------------------- | --------------------- | ------------------------- | ------------- |
| +95 kg      | Alexander von der Groeben (FRG) Z | Stefano Venturelli (ITA) Z | Andrzej Basik (POL) Z | Hitoshi Saitō (JPN) P | Dimityr Zaprjanow (BGR) Z | 3.            |